# Massacre de 26 de abril de 1963
O Massacre de 26 de abril de 1963 foi uma série de assassinatos comandados por François Duvalier e perpetrados em 26 de abril de 1963, na região da capital haitiana, Porto Príncipe. Este massacre teve como alvo dezenas de supostos opositores da ditadura e seus familiares, a maioria militares. Foi a mais mortífera prisão em massa de supostos oponentes de Duvalier antes de ele se declarar "presidente vitalício" no ano seguinte.

## Histórico
Na manhã de 26 de abril de 1963, o que parecia uma tentativa de sequestro dos dois filhos de François Duvalier desencadeou a fúria do ditador e a repressão que se seguiu. Várias casas foram incendiadas com seus ocupantes e dezenas de pessoas assassinadas a tiros ou sequestradas para nunca mais serem vistas.
Em 2013, a Comissão Comemorativa do 26 de abril de 1963 estabeleceu a primeira lista de nomes das vítimas do massacre de 26 de abril de 1963. Esta lista incompleta contém 73 nomes, com vários militares de alta patente e seus familiares, incluindo um bebê de nove meses de idade.

## Impacto

### Chacina de 1986
Em 1986, a primeira marcha comemorativa do massacre de 26 de abril de 1963 também terminou em massacre, dois meses e meio após a queda da ditadura dos Duvalier. Na última etapa da marcha, em frente à prisão de Fort Dimanche, a polícia abriu fogo contra a multidão, matando onze pessoas e ferindo dezenas de outras. Os participantes exigiam, entre outras coisas, que esta prisão, onde centenas de supostos opositores de François e Jean-Claude Duvalier foram torturados ou assassinados, fosse transformada em um local de memória aos desaparecidos do regime Duvalier.

### Quinquagésimo aniversário
Em abril de 2013, os dias que antecederam o cinquentenário do evento foram marcados por diversos  testemunhos de familiares das vítimas nos  meios de comunicação e cartas abertas. Em 26 de abril de 2013, uma missa simultânea foi marcada para as 17h em várias igrejas no Haiti e em Nova York, Montreal, Paris, Madri, Bruxelas, Genebra, Roma, Quebec, Boston, bem como em Nova Jersey, na Califórnia, na Flórida, no Panamá e em Porto Rico.